# Guadalupe Victoria, Tzimol
Guadalupe Victoria är en ort i Mexiko.   Den ligger i kommunen Tzimol och delstaten Chiapas, i den sydöstra delen av landet, 800 km sydost om huvudstaden Mexico City. Guadalupe Victoria ligger 627 meter över havet och antalet invånare är 339.
Terrängen runt Guadalupe Victoria är kuperad åt nordost, men åt sydväst är den platt. Runt Guadalupe Victoria är det ganska glesbefolkat, med 35 invånare per kvadratkilometer. Närmaste större samhälle är Comitán, 17,3 km nordost om Guadalupe Victoria. Omgivningarna runt Guadalupe Victoria är en mosaik av jordbruksmark och naturlig växtlighet.